# Brasiliens herrlandslag i vattenpolo
Brasiliens herrlandslag i vattenpolo (portugisiska: Seleção Brasileira de Polo Aquático Masculino) representerar Brasilien i vattenpolo på herrsidan. Laget vann vattenpoloturneringen vid panamerikanska spelen 1963.

## Resultat

### Panamerikanska spelen
- 1951 –   Silvermedalj
- 1955 –   Bronsmedalj
- 1959 –   Bronsmedalj
- 1963 –   Guldmedalj
- 1967 –   Silvermedalj
- 1971 –  Fyra
- 1975 –  Deltog ej
- 1979 –  Sexa
- 1983 –  Fyra
- 1987 –   Bronsmedalj
- 1991 –   Bronsmedalj
- 1995 –   Silvermedalj
- 1999 –  Fyra
- 2003 –   Silvermedalj
- 2007 –   Silvermedalj
- 2011 –   Bronsmedalj
- 2015 –   Silvermedalj
- 2019 –   Bronsmedalj
- 2023 –   Silvermedalj

### Fotnoter
1. ↑  Todor Krastev (19 mars 1963). ”Men Water Polo Pan-American Games 1963 Sao Paulo (BRA) - 24.04-04.05 Winner Brazil” (på engelska). Sport Statistics. Arkiverad från originalet den 30 juni 2015. https://web.archive.org/web/20150630044611/http://todor66.com/Water_Polo/America/Men_PG_1963.html. Läst 27 juni 2015.